# Midge Ure
Midge Ure, nacido como James Ure (Cambuslang, Lanarkshire, 10 de octubre de 1953) es un músico escocés, un importante contribuyente del Live Aid y Live 8 y anterior líder de la banda de synth pop Ultravox.

## Biografía

### Primeros años
Nació como hijo de un humilde conductor de camión. De adolescente aprendió a tocar la guitarra, y también, a los 15 años, dejó la Rutherglen Academy, su escuela. En 1969, formó una banda llamada Stumble.

### Salvation y Slik
En 1972, ingresó a Salvation, conformada por los hermanos Kevin y Jim McGinlay, en voz y bajo, respectivamente; uniéndose junto al teclista Billy McIsaac y el baterista Kenny Hyslop. Como en la banda había dos integrantes llamados Jim (diminutivo de James, nombre de Ure), Kevin McGinlay decidió revertir el orden de las letras del nombre de Ure (de acuerdo a la pronunciación inglesa), llamándosele «Midge»; y así este sería conocido desde ese momento como Midge Ure. Salvation entonces, se volvió una banda muy popular en toda Escocia.
En abril de 1974, Kevin McGinlay dejó Salvation y Ure lo reemplazó sin dejar el puesto de guitarra, reduciéndose el grupo a cuarteto. En noviembre de ese mismo año, Salvation cambió de nombre a Slik, firmando contrato con Bill Martin y Phil Coulter, compositores de las canciones de Bay City Rollers. Ambos compusieron las canciones de la banda, entre las cuales se encontraban «Forever And Ever» y «Requiem», ambos lanzados como sencillos y éxitos en Europa a comienzos de 1976. La carrera de Slik estaba alcanzando el éxito, pero a finales de ese año, el punk estaba adquiriendo popularidad entre los críticos musicales y la juventud, quitando la popularidad a todas las bandas de otros géneros; por ese tiempo, el único álbum de Slik, fue lanzado, pero sin llegar a tener el éxito de los sencillos.
Con su popularidad reducida por el punk, Slik siguió lanzando sencillos, hasta comienzos de 1977, cuando Jim McGinlay deja la banda y es reemplazado por Russell Webb.

### Años punk: PVC2 y The Rich Kids
En 1977, con el punk como género popular, Slik adoptó su estilo y cambió su nombre, llamándose PVC2. En mayo de ese año, Ure es invitado a unirse a The Rich Kids, banda formada por el bajista Glen Matlock, después de su separación de Sex Pistols, junto con el guitarrista Steve New y el baterista Rusty Egan, pero dura poco tiempo y regresa a Escocia para dedicar más tiempo a PVC2, la cual sacó un solo sencillo en agosto de 1977, Put You In The Picture. Posteriormente, Ure se va a Londres, y PVC2 cambia de nombre a Zones.
En Londres, en octubre de 1977, Ure se reúne con The Rich Kids. The Rich Kids sacarían solo 3 singles y un álbum, llamado Ghost Of Princes In Towers (1978). Para 1979 esta banda se separa, pero Ure tendría para ese año muchas cosas que hacer: contribuye con algunas canciones de The Skids, le tocaría reemplazar brevemente a Gary Moore en la guitarra para Thin Lizzy durante su gira norteamericana y japonesa, formaría parte de Visage (lo hizo desde 1978) e ingresaría a Ultravox en noviembre de ese año para ser su líder, guitarrista y cantante.

### Fama: Ultravox, Band Aid, Live Aid, en solitario

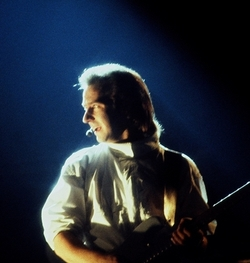
Midge Ure con Ultravox, en 1984.

Las raíces de su etapa en Ultravox tienen raíces en Visage, proyecto musical en el cual conoció a Billy Currie. Este pertenecía a Ultravox, que carecía de cantante y guitarrista (John Foxx y Robin Simon, respectivamente), así que después de conocerse también con los demás miembros de esta banda, toma el lugar vacío
de estos dos puestos. 
Tomando raíces de los previos álbumes de Ultravox ("Ultravox!", "Ha! Ha! Ha!" y "Systems Of Romance"), y el uso mayor de los sintetizadores, Ure y los otros lanzan 5 álbumes exitosos: "Vienna", "Rage In Eden", "Quartet", "Monument" (en directo) y "Lament"; y uno que no lo fue, "U-Vox", lo cual causó la disolución de la banda en 1987.
Ure afrontó serios problemas antes de la separación de Ultravox: ya no estaba tan apegado a Billy Currie como al comienzo, era alcohólico, sugirió la partida del baterista Warren Cann en 1986 (según Billy Currie) y el poco éxito del álbum U-Vox de ese mismo año. Finalmente, Ure, junto a Chris Cross y Billy Currie, decidió poner fin a la banda en 1987.
En el año 1997, Midge Ure saca un álbum que se titulará "Breathe" (compuesto por once canciones), en un principio esta obra no vende lo esperado, pero enseguida una muy conocida marca de relojes (Swatch) se fija en el impulso que puede tener la canción "Breathe" para sus anuncios, seguido a esto el disco experimenta una de las mayores escaladas en ventas del mercado internacional.
Ure reside en Bath, en el condado ceremonial de Somerset.

## Discografía
Antes de ser un músico solista, líder de Ultravox y contribuyente de Band Aid, Live Aid y Live 8, Midge Ure tocó en muchas bandas y se hizo algo famoso con estas.
Slik:
- Slik (1976)

PVC2:
- Put You In The Picture (sencillo)

The Rich Kids:
- The Ghosts Of Princes In Towers

The Skids
Thin Lizzy
Visage
Ultravox
Solo:
(incompleto)

## Libros
- If I Was...The Authobiography (autobiografía) (2004)